# Defectrix defectrix
Defectrix defectrix är en spindelart som beskrevs av Alexander Petrunkevitch 1925. Defectrix defectrix ingår i släktet Defectrix och familjen jättekrabbspindlar.
Artens utbredningsområde är Panama. Inga underarter finns listade i Catalogue of Life.